# Myrmothera
Myrmothera is een geslacht van vogels uit de familie Grallariidae (mierpitta's). Het geslacht werd in 1816 door de Franse natuuronderzoeker Louis Jean Pierre Vieillot geldig beschreven.

## Soorten
Het geslacht telt zes soorten.
- Myrmothera berlepschi  – Amazonemierpitta
- Myrmothera campanisona  – Lijstermierpitta
- Myrmothera dives  – Oranjeflankmierpitta
- Myrmothera fulviventris  – Zwartkapmierpitta
- Myrmothera simplex  – Bruinborstmierpitta
- Myrmothera subcanescens  – Tapajósmierpitta